# 토니 마르틴
토니 한스요아힘 마르틴(독일어:  Tony Hans-Joachim Martin, 1985년 4월 23일~)은 독일의 은퇴한 자전거 경기 선수이다. 도로독주(타임 트라이얼) 전문 선수로 2012년 하계 올림픽에서도 개최국 영국의 브래들리 위긴스를 누르고 은메달을 획득하였으며, 세계 선수권 대회에서 금메달 4개(2011, 2012, 2013, 2016)를 획득하며 파비안 칸첼라라와 함께 세계 도로 자전거 경기 선수권 대회 도로독주 부문 최다 우승 선수가 되었다. 또한 2021년 세계 선수권 대회에서 독일 대표팀 소속으로 혼성 도로독주 단체전에서 금메달을 획득했으며, 오메가 파르마 퀵스텝 소속으로 세계 선수권 대회 도로독주 단체전에서 3회 우승을 차지했다.
2011년, 2013년, 2014년 투르 드 프랑스에서 3개 구간 우승, 2011년과 2014년 부엘타 아 에스파냐에서 2개 구간 우승을 차지하면서 그랜드 투어에서 구간 우승 7회 달성했다.